# 罗沙路
罗沙公路是中國廣東省深圳市的一條道路，呈東西走向，連接西面的羅湖區蓮塘和東面的鹽田區沙頭角。大部分路段位於蓮塘街道。始建于1984年。
羅沙公路西起羅芳立交，東接深鹽路。羅沙公路沿途穿越梧桐山隧道。
罗沙公路是 360省道（核龙线）的组成部分。

## 改造工程
2008年2月，羅沙公路開始進行改造。拓宽罗芳立交－蓮塘段4公里成為雙向十車道道路，並改造罗芳立交，完善相关市政配套设施。2008年7月底前完工，道路拓宽与  惠深沿海高速公路同期建成。

## 交匯道路
- 羅芳路
- 延芳路
- 鵬興路
- 東部過境高速
- 仙湖路
- 聚寶路
- 畔山路
- 東部沿海高速
- 盤山路

## 途經區域
- 羅湖區
  - 蓮塘街道
- 鹽田區（梧桐山隧道段）
  - 沙头角街道